# Notmark Kirke

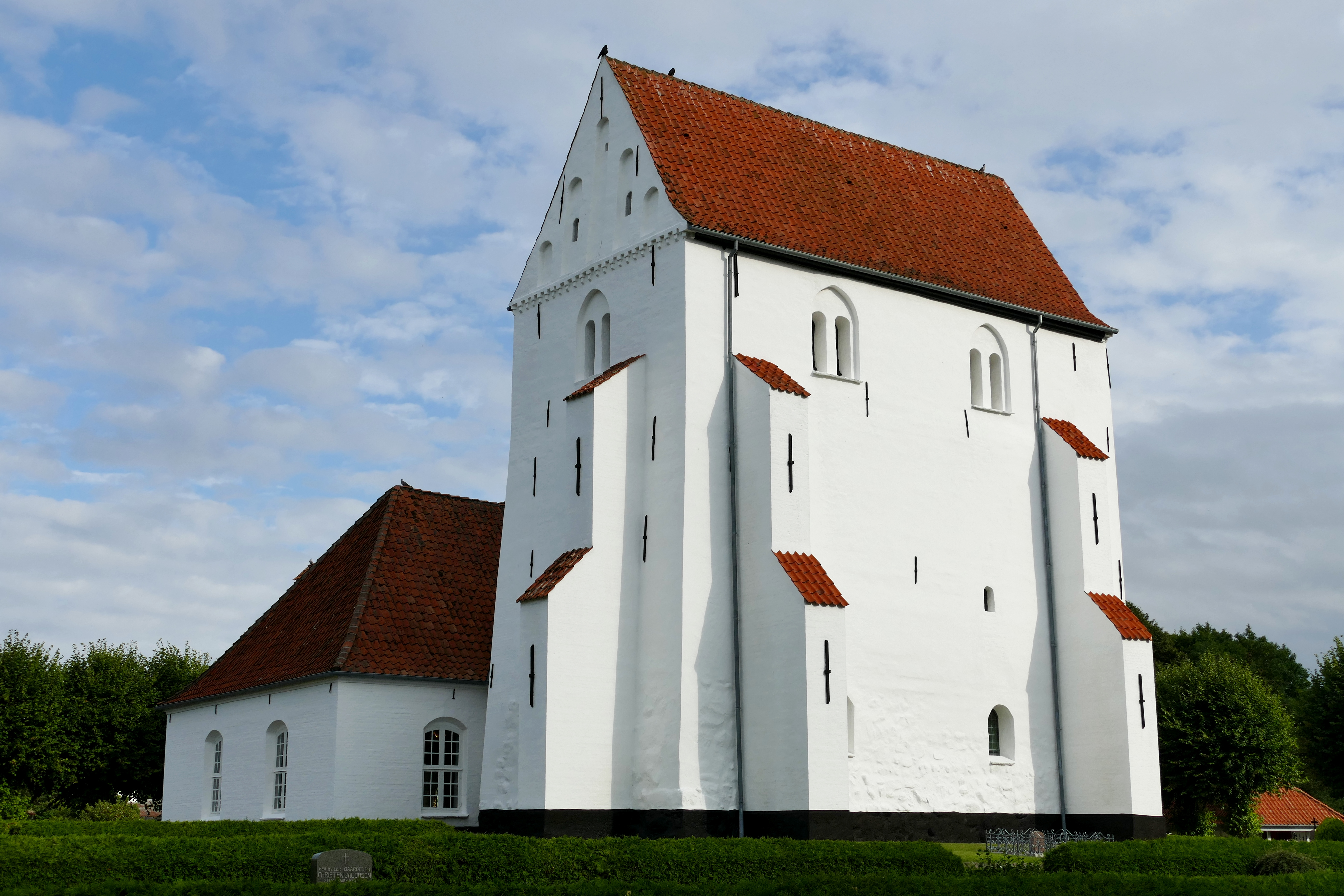
Notmark Kirke von Nordwesten mit ihrem markanten breiten Turm

Das Kirchspiel Notmark

Notmark Kirke ist die evangelisch-lutherische Kirche der dänischen Ortschaft Notmark (deutsch: Nottmark) auf der Insel Alsen in Nordschleswig, Dänemark. Zu ihrem Kirchspiel Notmark Sogn gehören die Orte Almsted, Anholt, Fynshav, Helved, Hundslev, Katry, Notmark, Padholm und Skærtoft. Das um 1200 erbaute, im Kern romanische Kirchengebäude der Dänischen Volkskirche gehört heute zum Bistum Haderslev.
Notmark Kirke war Vor Frue (Unserer Lieben Frau) gewidmet. Der massive Westturm von knapp 13 m Breite stammt aus der 1. Hälfte des 13. Jahrhunderts und gilt als der wohl breiteste Kirchturm einer dänischen Dorfkirche. Im 16. Jahrhundert soll die Kirche von Notmark das erste Gotteshaus auf der Insel Alsen gewesen sein, wo der neue, reformatorische Glaube gepredigt wurde.

## Baugeschichte
Kirchenschiff und Chor wurden um 1200 aus Feldsteinen erbaut. Im Inneren sind die aufgemalten Weihekreuze an der Südwand des Kirchenschiffs und an der Nordwand des Chores heute noch erkennbar. Der breite, spätromanische Turm wurde in der 1. Hälfte des 13. Jahrhunderts angebaut, im untersten Stockwerk aus Feldstein, darüber aus Backstein. Er diente als Wehrturm und wohl auch als Kornmagazin. Seine Errichtung dürfte in Zusammenhang mit den Piraten-Überfällen heidnischer Wenden auf die Insel Alsen stehen, wie sie für 1168 bezeugt sind, aber vermutlich noch öfter stattfanden. Die nach Norden und Süden gerichteten Turmgiebel stammen von einem Umbau aus dem 16. Jahrhundert und die vier Stützpfeiler am Turm sind von 1884. Der Chor wurde ca. 1450 leicht erhöht und überwölbt. Nach dem Tod des Lehnsmanns Thomas Sture 1563, der in einer Grabkammer unter dem Altar beigesetzt wurde, wurde er verlängert. Das Waffenhaus an der Südseite ist spätgotisch. 1762 wurde ein nördliches Seitenschiff angebaut und die Sakristei an der Chorverlängerung stammt von 1857.

## Ausstattung

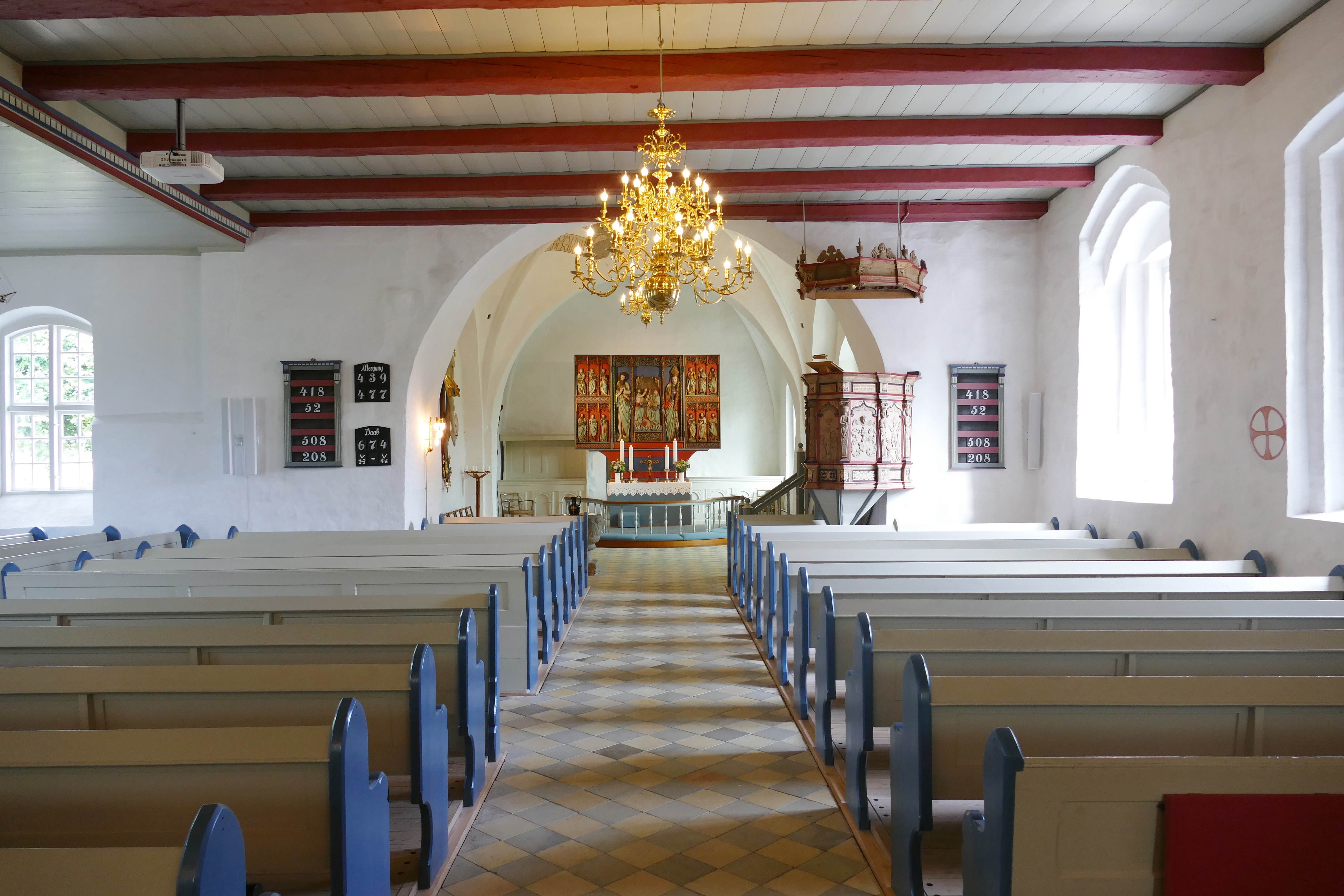
Inneres der Kirche von Notmark mit Altar, Kanzel und Weihekreuz (rechts)

Die granitene, romanische Tauffünte, die mit einem Rankenmotiv verziert ist, stammt aus der Erbauungszeit der Kirche oder ist sogar älter. Das spätgotische Altarretabel von ca. 1500–1525 besitzt ein dreigeteiltes Mittelstück mit einer Figur Johannes des Täufers, einem Schnitzrelief von Marias Himmelskrönung und einer Bischofsfigur. Die beiden Seitenflügel zeigen Figuren der zwölf Apostel. Die Predella stammt von 1847/48. Von 1849 bis 1907 war das Altarretabel abgebaut; in dieser Zeit diente eine Kopie des Eckersberg-Gemäldes von betenden Jesus im Garten Gethsemane als Altarbild, dessen Original sich in der Havnbjerger Kirche befindet.
Die Renaissance-Kanzel wurde der Kirche von Thomas Stures Witwe Berta geschenkt und stammt von demselben Meister wie in den Kirchen von Ketting und Tandslet. Die vier Fächer der Brüstung zeigen die Wappen von Thomas und Berta Sture, eine Kreuzigungsgruppe und eine Auferstehungsszene. Das in Stein gemeißelte Epitaph für den Lehnsherren Thomas Sture († 1563) und seine Frau Berta, geb. Ahlefeldt, ist an der Nordwand des Seitenschiffs angebracht.
Im Chor finden sich Kalkmalereien von 1564, die 1907 durch unsachgemäßes Nachmalen des Schleswiger Kunstmalers und Restaurators Hans Hampke ihr originales Gepräge verloren. Daher wurden 1962 die florale Ornamentik und eine Szene mit dem Weltgericht weiß übermalt und nur die Wappen von Thomas Sture und seiner Frau in der Chorwölbung wurden belassen. An der nördlichen Chorwand hängen ein Chorbogenkruzifix von ca. 1525 und ein Barockepitaph des Amtmanns Johan Franz von Aichelberg von 1697, dessen Gemälde die Auferstehung des Volkes Israel nach Hesekiel 37  zeigt.
Im Turm hängen zwei Glocken. Die ältere trägt nur die Jahreszahl 1442 in indisch-arabischen Ziffern und auf der jüngeren steht: Gloria in excelsis deo. Baltzer Melchior me fecit anno 1652 („Ehre sei Gott in der Höhe. Baltzer Melchior machte mich anno 1652“); es folgen die Namen des Bischofs Laurentius Johannis, des Propstes David Monrad und des Pastors Jørgen Cruckow. Diese Glocke musste 1918 als Metallspende abgeliefert werden, kam aber nicht weiter als bis Sønderborg, wo sie 1921 an einem Weg neben dem Bahnhof gefunden und wieder im Turm aufgehängt wurde.

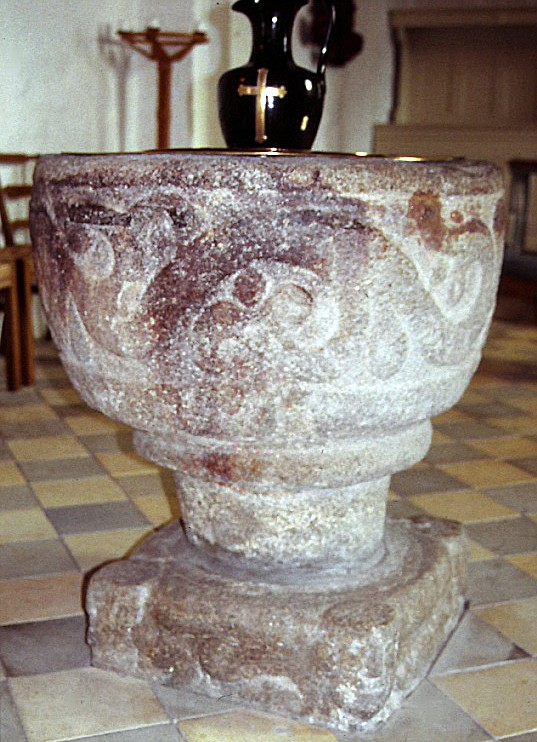
Tauffünte
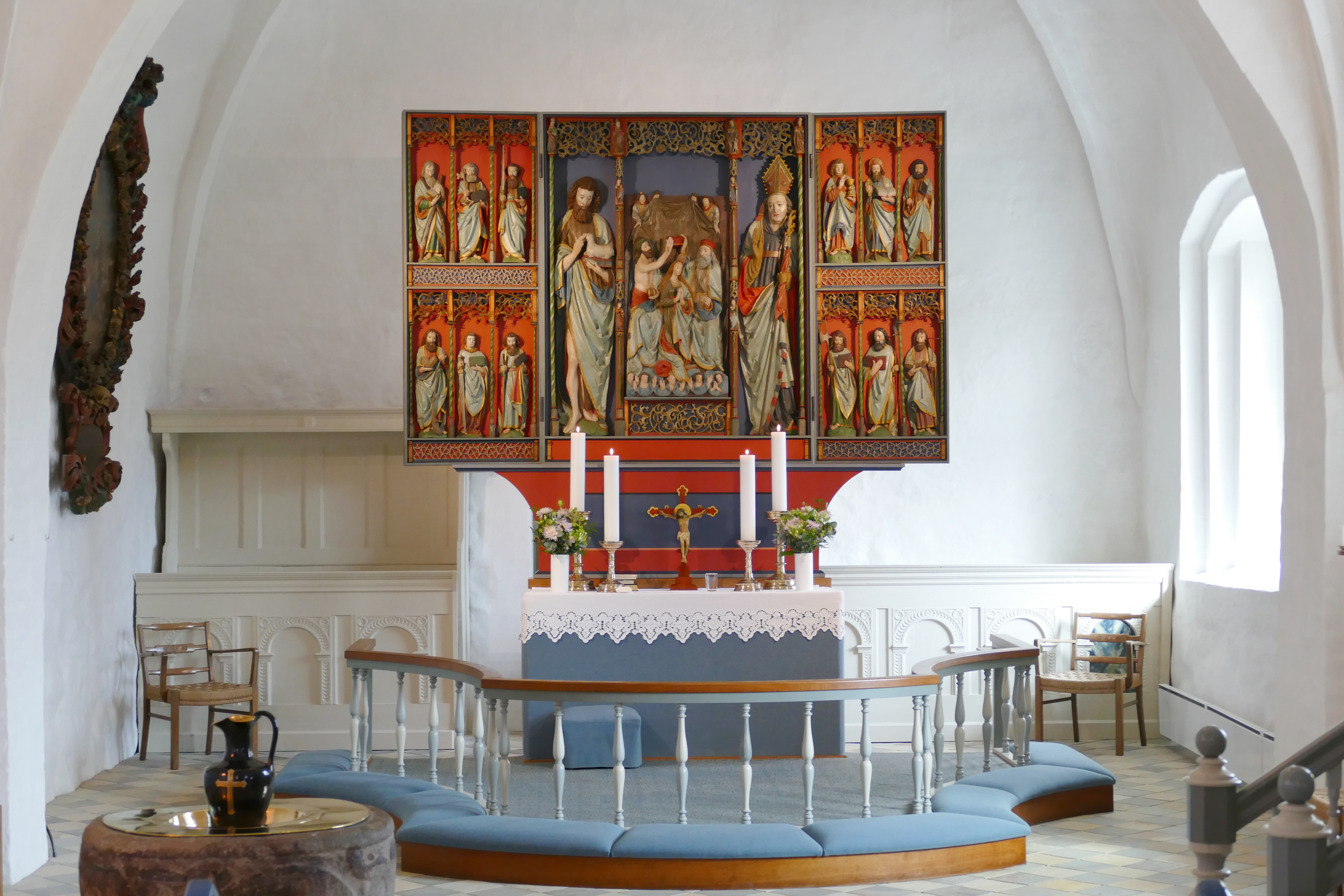
Chorraum und Altar
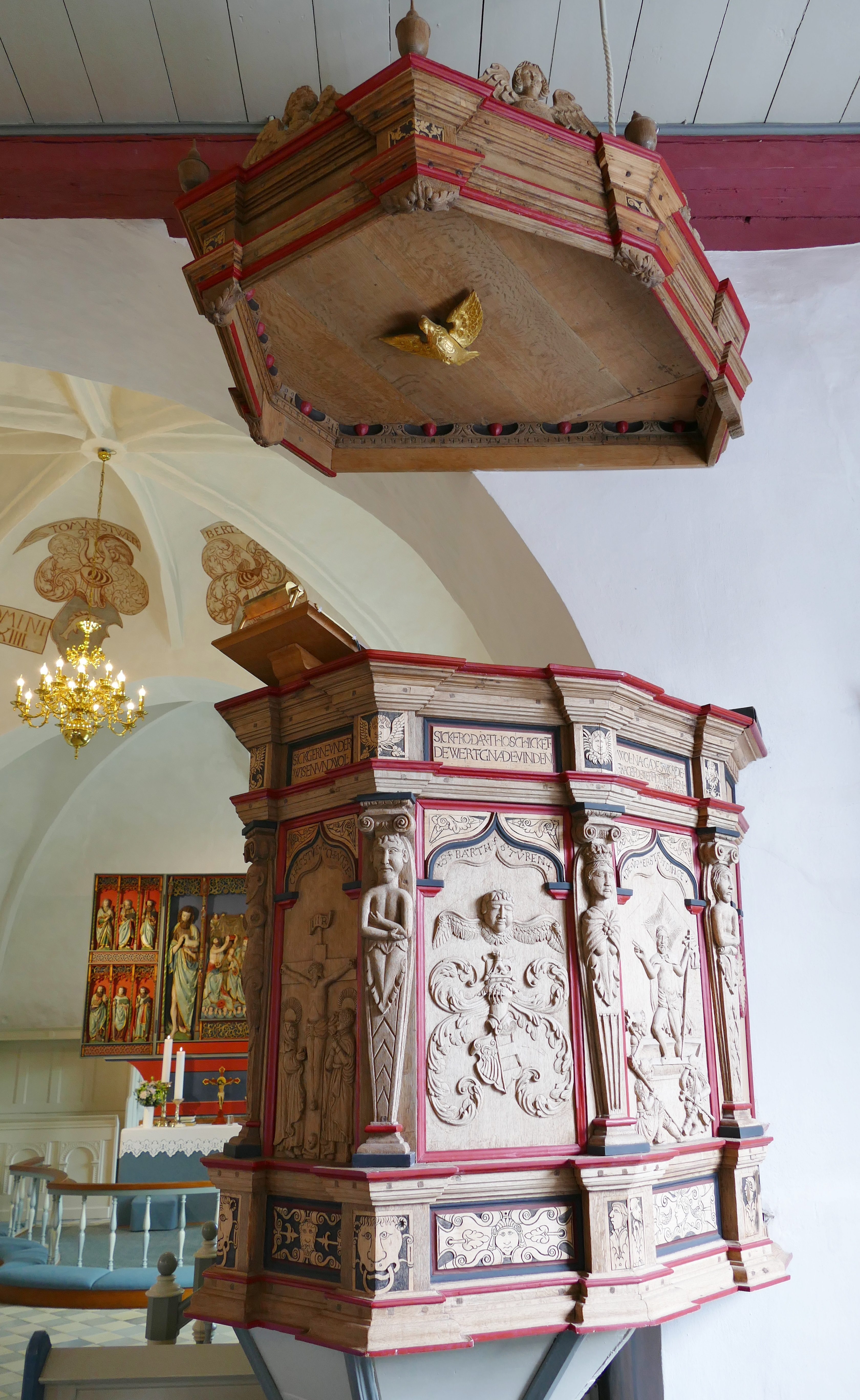
Kanzel
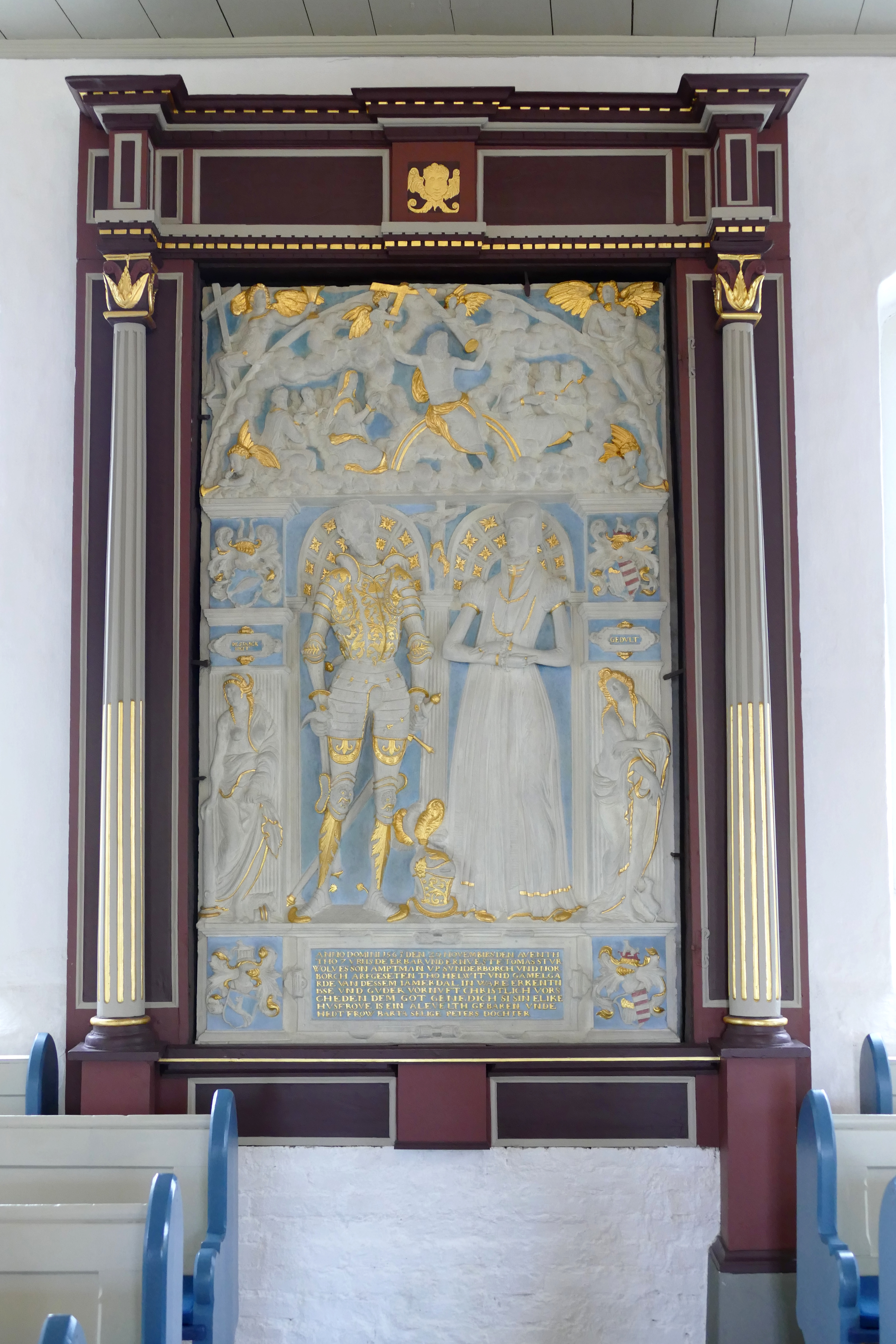
Thomas Stures Epitaph
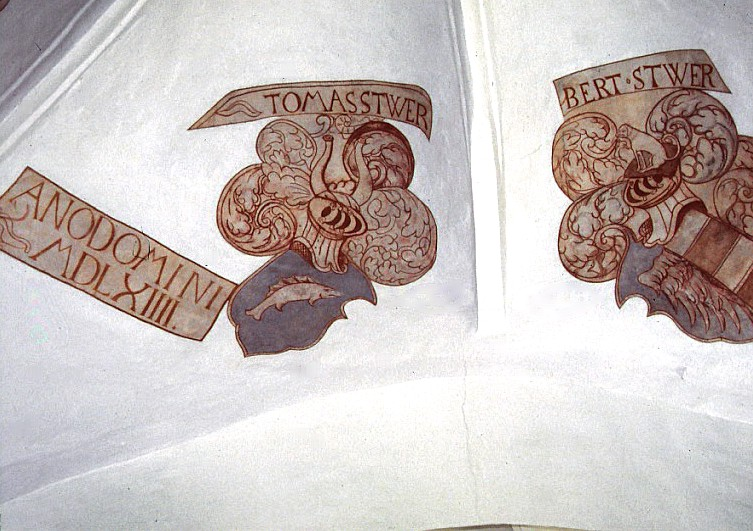
Kalkmalereien

## Orgel

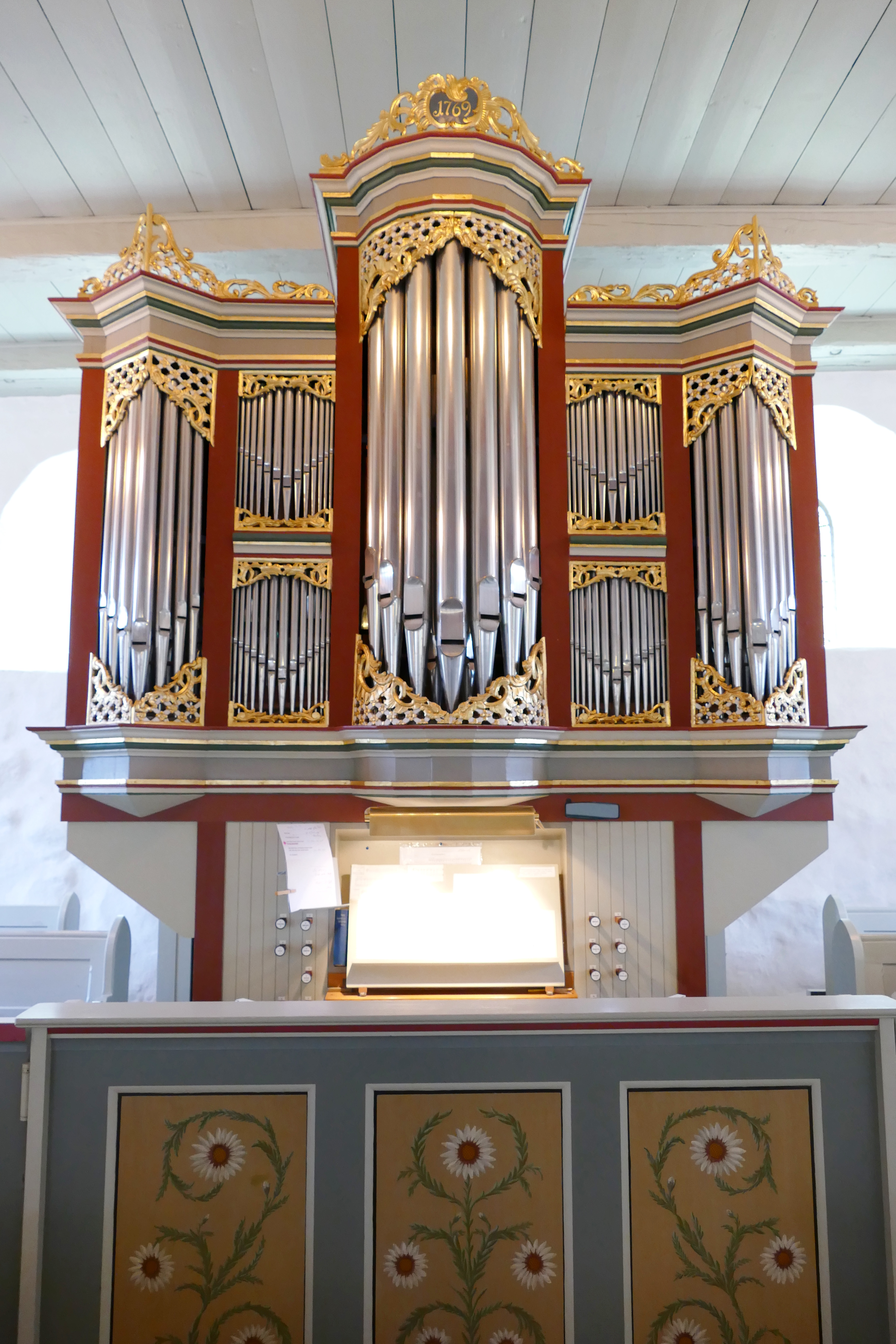
Die Marcussen-Orgel (1972/2009) im historischen Prospekt von 1769

Die erste Orgel der Kirche soll 1515 angeschafft worden sein und sich im Chor über dem Altar befunden haben. Die heutige Orgel steht im Westen des Kirchenschiffs und besitzt einen Barock-Prospekt mit der Jahreszahl 1769 in einem ovalen Akanthus-Rahmen über dem Mittelturm. Der ursprüngliche Erbauer ist nicht bekannt, war aber möglicherweise Johann Daniel Busch. Im barocken Gehäuse fanden seitdem Orgelneubauten von Jürgen Hinrichsen Angel (1792, elf Register), Peter Ulrik Frederik Demant (1856, neun Register) und Marcussen & Søn (1972, zwölf Register) ihren Platz. Die neobarocke Marcussen-Orgel wurde 2009 auf Initiative des Organisten Lars Bruun Nielsen in drei Punkten überholt und ergänzt: 1. Die Mixtur, die im Stil der 1970er Jahre sehr grell intoniert war, wurde klanglich gedämpft (ohne die Zusammensetzung der Chöre zu verändern), um sie vielseitiger einsetzbar zu machen; 2. im Schwellwerk wurde ein Tremulant ergänzt; 3. ebenso wurde im Schwellwerk eine Zungenstimme eingebaut. Um den Kirchengemeinderat vorher für diese Änderungen zu gewinnen, hielt Organist Nielsen 2008 einen Orgelabend in der Schlosskirche von Schloss Augustenborg ab, wo er vorführte, wie sehr eine Zungenstimme und ein Tremulant den Orgelklang bereichern können. Nachdem er auch noch die Zustimmung der Propstei, des Nationalmuseums und des zuständigen Orgelsachverständigen erhalten hatte, konnte der Auftrag ausgeschrieben werden und wurde wiederum Marcussen & Søn zugesprochen. Bei der hinzugefügten Zungenstimme fiel die Wahl auf eine französische Fagott-Oboe nach dem Vorbild der Fagott-Klarinette in der Marcussen-Orgel von Schloss Christiansborg, so dass die Notmarker Orgel heute 13 Register besitzt, verteilt auf zwei Manuale und Pedal, mit folgender Disposition:
| I Hovedværk C–g3 |               |    |
| 1.               | Prinzipal     | 8′ |
| 2.               | Rørfløjte     | 8′ |
| 3.               | Oktav         | 4′ |
| 4.               | Gemshorn      | 2′ |
| 5.               | Mixtur III–IV |    |

| II Svelleværk C–g3 |            |       |        |
| 6.                 | Gedakt     | 8′    |        |
| 7.                 | Rørfløjte  | 4′    |        |
| 8.                 | Principal  | 2′    |        |
| 9.                 | Spidsquint | 1 ⁄3′ |        |
| 10.                | Fagot-Obo  | 8′    | (2009) |
|                    | Tremulant  |       | (2009) |

| Pedal C–f1 |        |     |
| 11.        | Subbas | 16′ |
| 12.        | Gedakt | 8′  |
| 13.        | Oktav  | 4′  |

- Koppeln: II/I, I/P, II/P
- Traktur: Schleifladen, vollmechanisch

## Friedhof

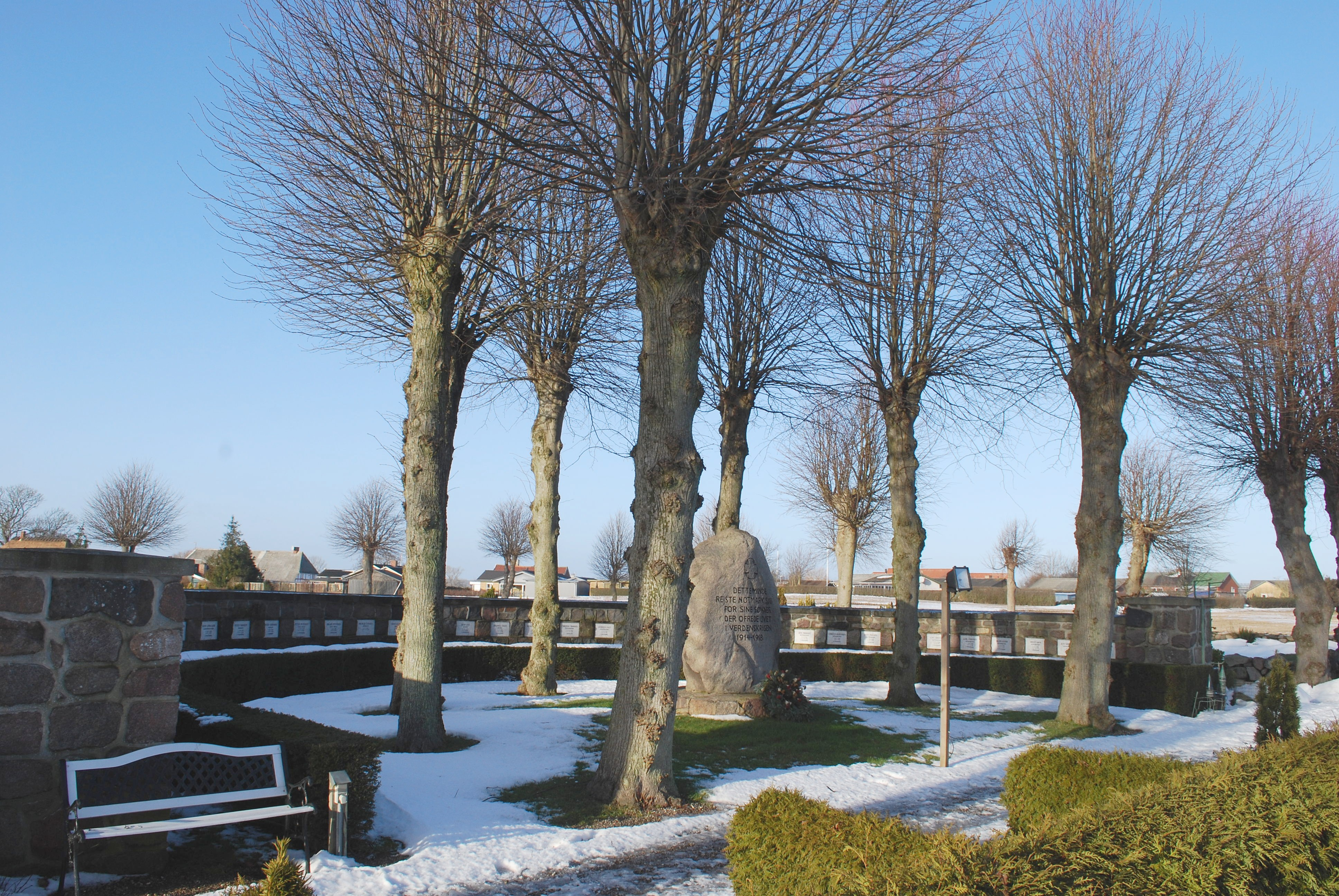
Das Gefallenendenkmal

Um die Kirche herum befindet sich der Friedhof. An seiner Westseite gibt es eine halbkreisförmige Gedenkmauer (1921/1922), in der jeder der 41 Gefallenen des Ersten Weltkriegs eine eigene Tafel mit seinem Namen erhalten hat. Im Zentrum des Halbkreises steht ein 2 m hoher Findling, der auf Dänisch die Inschrift trägt: „Dieses Andenken errichtete die Gemeinde Notmark für ihre Söhne, die ihr Leben im Weltkrieg 1914–1918 opferten“. Auf der Nordseite des Friedhofs liegt das Grab des Mundartdichters Martin N. Hansen.

## Pastorengeschichte
Aus vorreformatorischer Zeit sind die Namen der Priester Henrik Lunor (1341), Dithbor Jørgensen (1419, 1424) und Mads Jensen (latinisiert Matthias Johannis, 1512 zugleich Propst von Alsen) überliefert. Wie bei Priestern am Ende des Mittelalters nicht selten, lebte Mads Jensen trotz Zölibat mit einer Frau zusammen und hatte mit ihr einen Sohn Hans Matthiesen (* Notmark ca. 1494; † Havnbjerg 1566), der zum ersten lutherischen Pfarrer an der Kirche von Havnbjerg (Amtszeit ca. 1533–1566) wurde. In Notmark war unterdessen Jørgen Nielsen (latinisiert Georgius Nicolai) aus Sønderborg der erste lutherische Pfarrer (Amtszeit 1530–1546).
Von 1550 bis 1699 wurde das Pfarramt in Notmark von vier aufeinanderfolgenden Generationen der Familie Cruckow ausgeübt. Letzter der Reihe war Frederik Jørgensen Cruckow (latinisiert Crucovius, Amtszeit 1682–1699), der 1688 mit der Führung der Kirchenbücher von Notmark begann und im selben Jahr auch den Pfarrhof von Notmark erbauen ließ. Dieser Fachwerk-Pastorenhof ist bis heute erhalten und gilt als einer der ältesten und schönsten Dänemarks. Über dem Eingang ließ Frederik Cruckow eine vom 20. Juni 1688 datierende lateinische Inschrift mit dem Zitat von Prediger Salomo 2,18f.  anbringen, wobei unbekannt ist, aufgrund welcher Erfahrungen Cruckow diesen recht pessimistischen Bibelvers wählte. 2018 kandidierte der Pastorenhof von Notmark in einem landesweiten Wettbewerb unter 15 Teilnehmern als „Dänemarks schönster Pastorenhof“, Gewinner war allerdings der Moseby Præstegård auf Falster. Am 11. Juni 1690 verfasste Frederik Cruckow für den dänischen König einen Bericht über die Abgaben, welche die Bewohner des Kirchspiels an ihn abzuführen hatten. Darin erwähnt er auch, die Kirche von Notmark stehe „im ehrenvollen Nachruhm, dass sie zuallererst im Lande Alsen den lutherischen Glauben angenommen hat“. Gleichzeitig nennt er seinen Urgroßvater Jørgen Cruckow d. Ä. (Amtszeit 1550–1606) den ersten lutherischen Pastor von Notmark. Dies widerspricht jedoch dem Umstand, dass der Übergang zur Reformation bereits unter Jørgen Nielsen (siehe oben) erfolgte und andernfalls auch nicht besonders früh gewesen sein könnte. Möglicherweise lässt sich der Widerspruch dahingehend auflösen, dass Jørgen Cruckow d. Ä. zwar nicht der erste lutherische, aber der erste schon lutherisch ausgebildete Pastor von Notmark war.
Von 1749 bis 1822 gab es noch einmal – in Form von Vater und Sohn With – eine Familientradition. Der Sohn, Pastor Jørgen Petersen With (Amtszeit 1797–1822) besaß mit rund 1000 Bänden eine der größten privaten Pastorenbibliotheken seiner Zeit. Auf ihn folgte der unglückliche Sveno (Svend) Laurentius Svensen (Amtszeit 1822–1830), der sieben Kinder (davon mindestens eines geisteskrank) und eine mit dem Haushalt völlig überforderte Ehefrau hatte, so dass Pastor Svensen sich eines Nachts erhängte. Sein Nachfolger Jørgen Hansen (Amtszeit 1830–1845) wurde vom Herzog von Augustenborg berufen, zu dessen Gebiet Notmark damals gehörte. Gleichwohl missbilligte Hansen die weitgehenden Rechte des Herzogs, der mit vielen seiner Bauern in Streit lag, und engagierte sich stark bei der juristischen Unterstützung der Bauern. Als Rationalist begrüßte Hansen zudem Bischof Mynsters Bemühungen um ein modernisiertes kirchliches Ritual und war Hauptverfasser einer diesbezüglichen Schrift (1842). Wegen seines Konfliktes mit dem Herzog von Augustenborg ließ sich Hansen 1845 nach Egen auf Alsen versetzen, das dem Herzog nicht unterstand. Ihm folgten der dänischgesinnte, bodenständige Pastor Holger Christian Clausen Fangel (Amtszeit 1848–1893) und der deutschgesinnte, aber gegenüber seiner Gemeinde loyale Waldemar Friedrich Carl Augustiny (Amtszeit 1893–1916). Zu der Zeit, als Nordschleswig wieder dänisch wurde, amtierte Ole Christian Jensen als Pastor (Amtszeit 1917–1935). Als ausgebildeter Missionar der Breklumer Mission wirkte Jensen vor und nach seiner Notmarker Zeit in Indien (1906–1914 in Parvatipur bei Jeypore, 1935–1946 in Rayagada). Sein Wahlspruch lautete: Hellere slide sig op end ruste („Lieber sich aufreiben als rosten“).

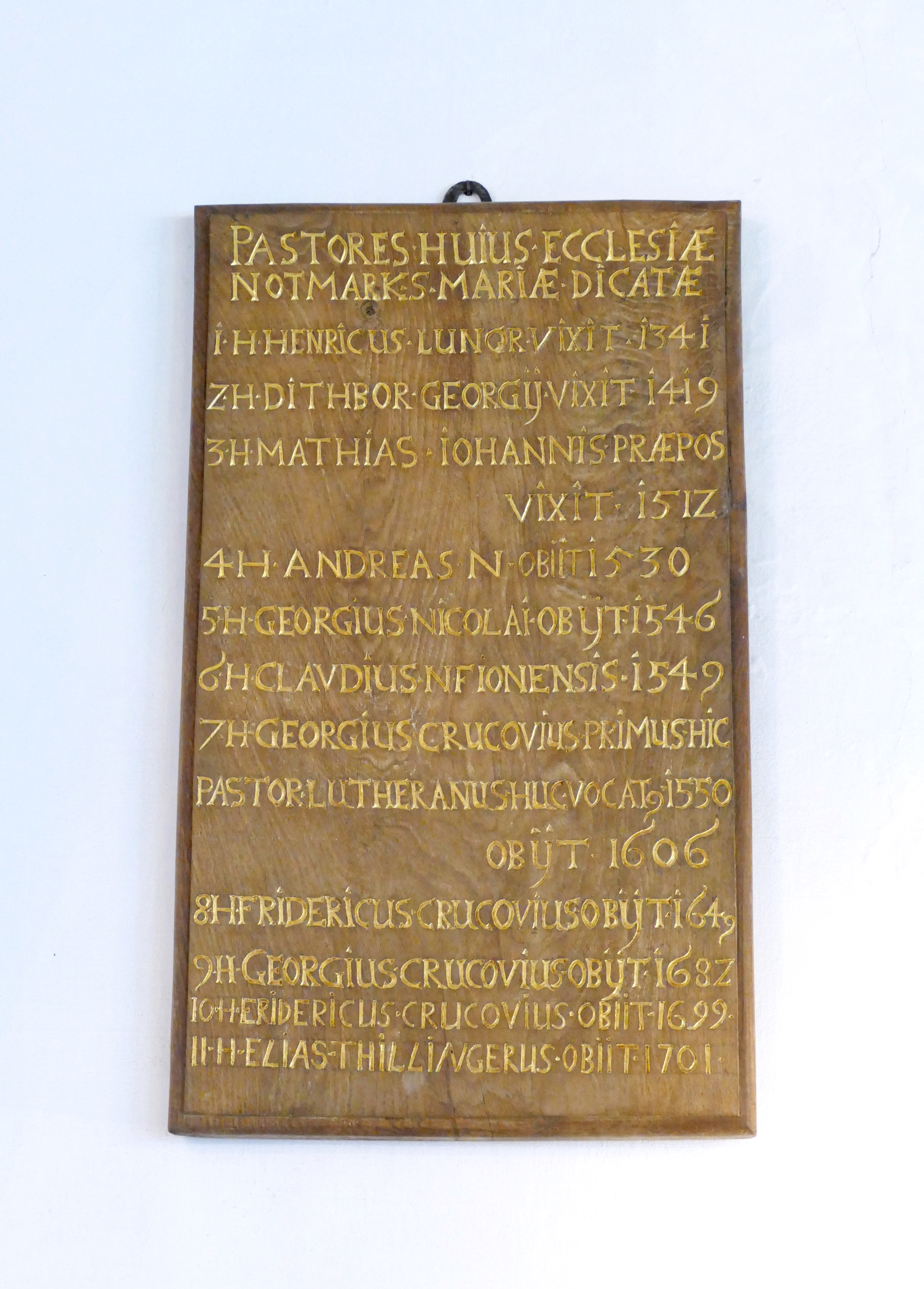
Erste Pastorentafel in der Kirche
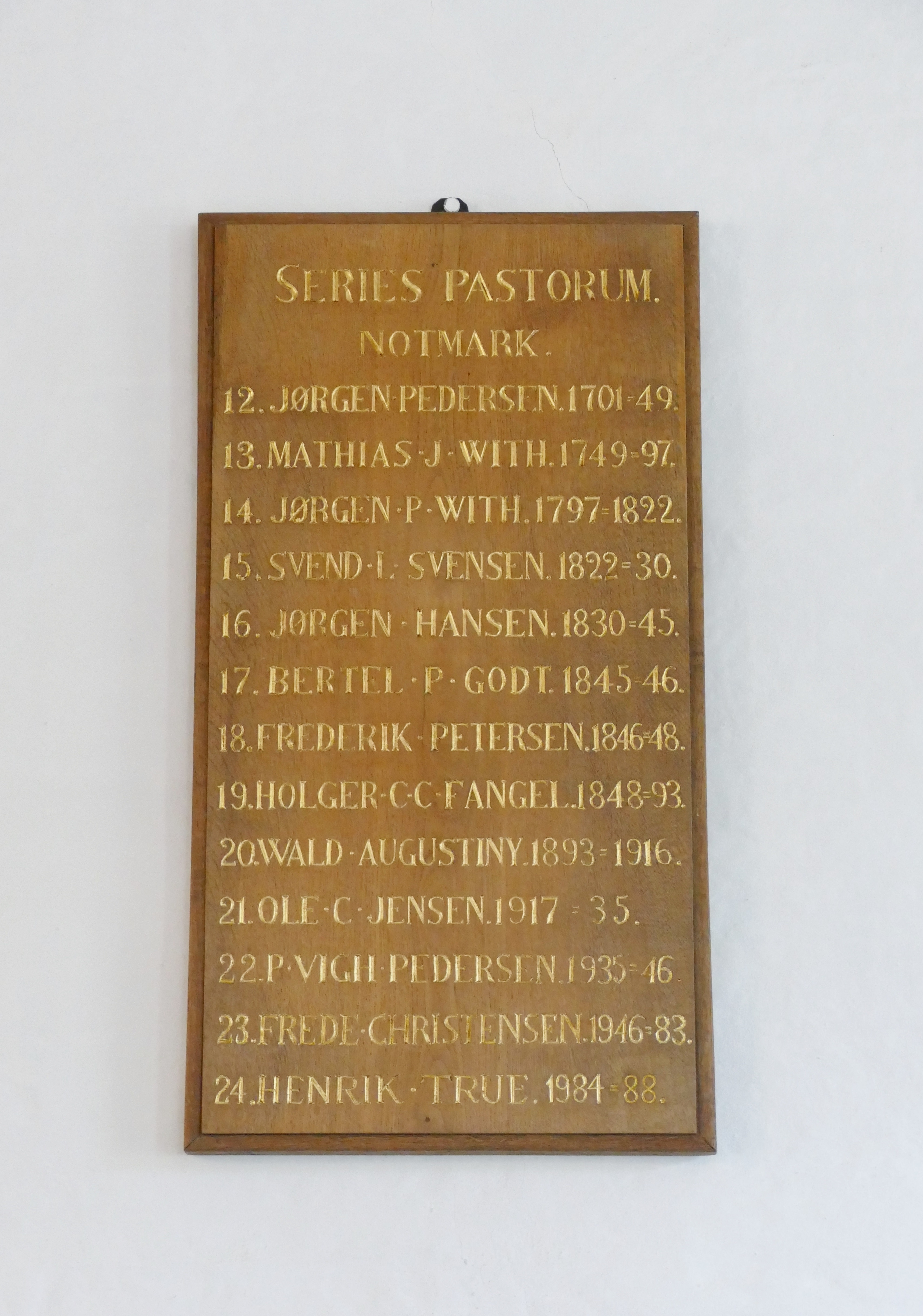
Zweite Pastorentafel in der Kirche
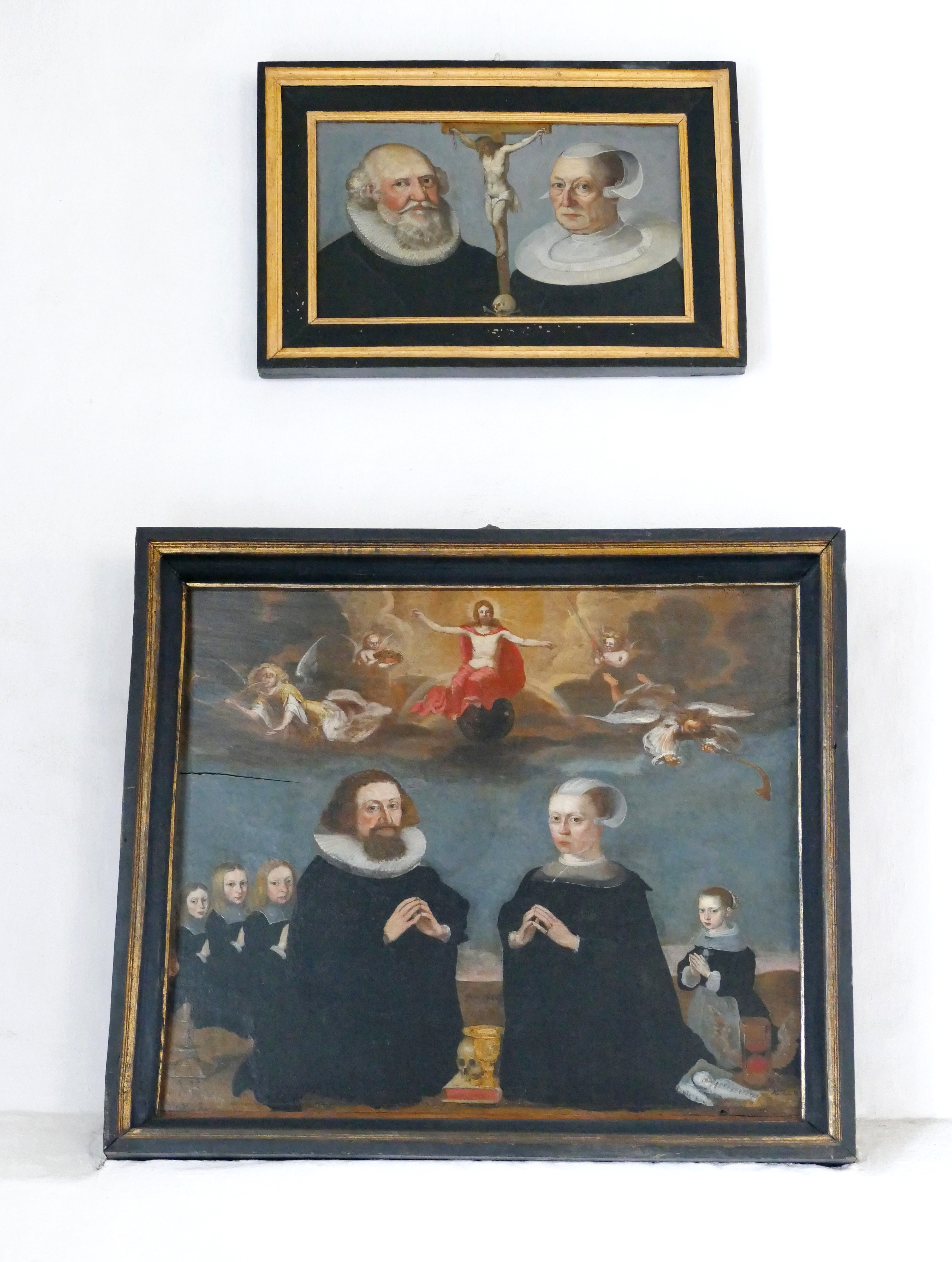
Zwei Porträts der Pastorenfamilie Cruckow von 1655, oben (postum) Frederik Cruckow d. Ä. († 1649) mit Frau, unten sein Sohn Jørgen Cruckow d. J. († 1682) mit Familie
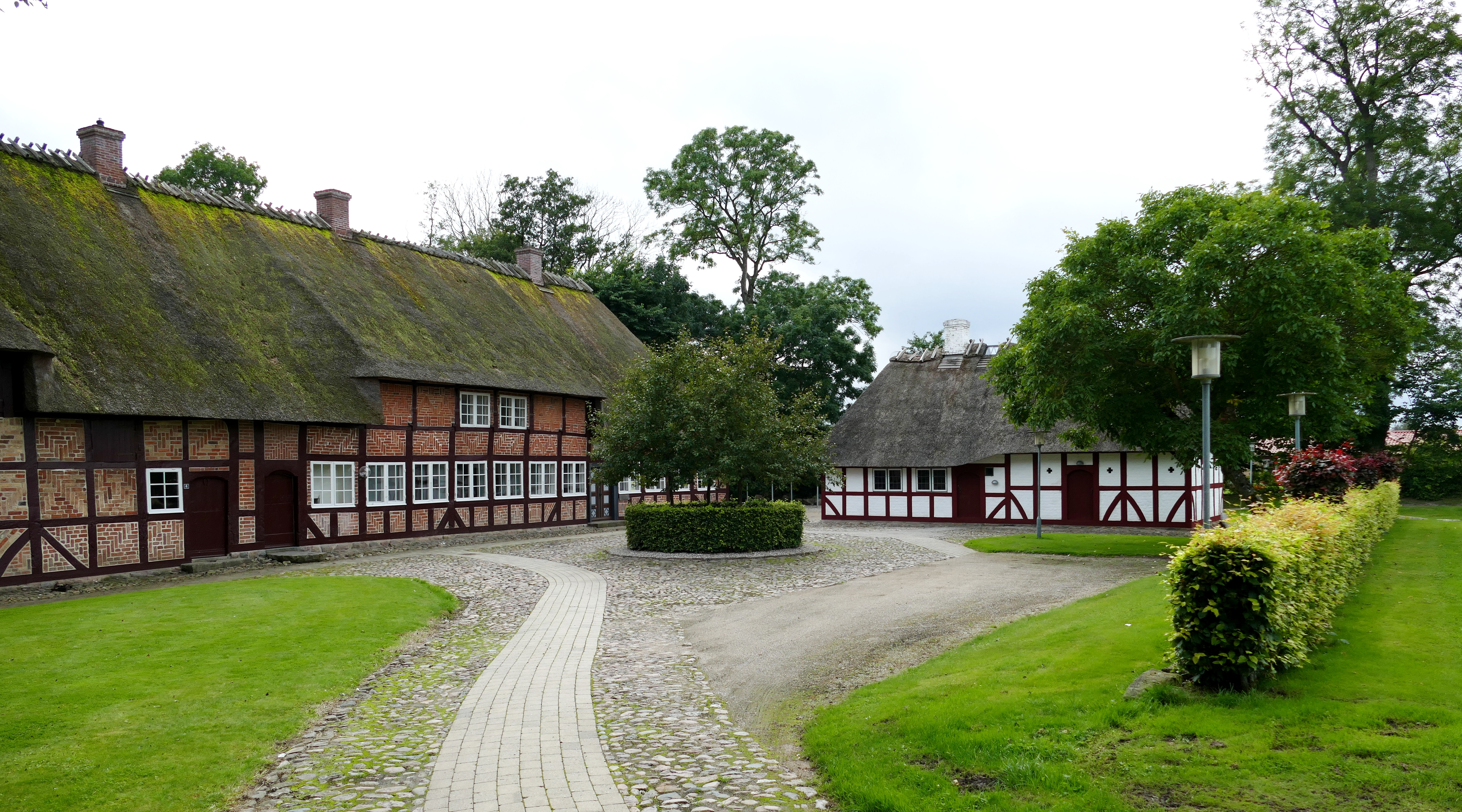
Der 1688 erbaute Pastorenhof von Notmark gilt als einer der schönsten Dänemarks
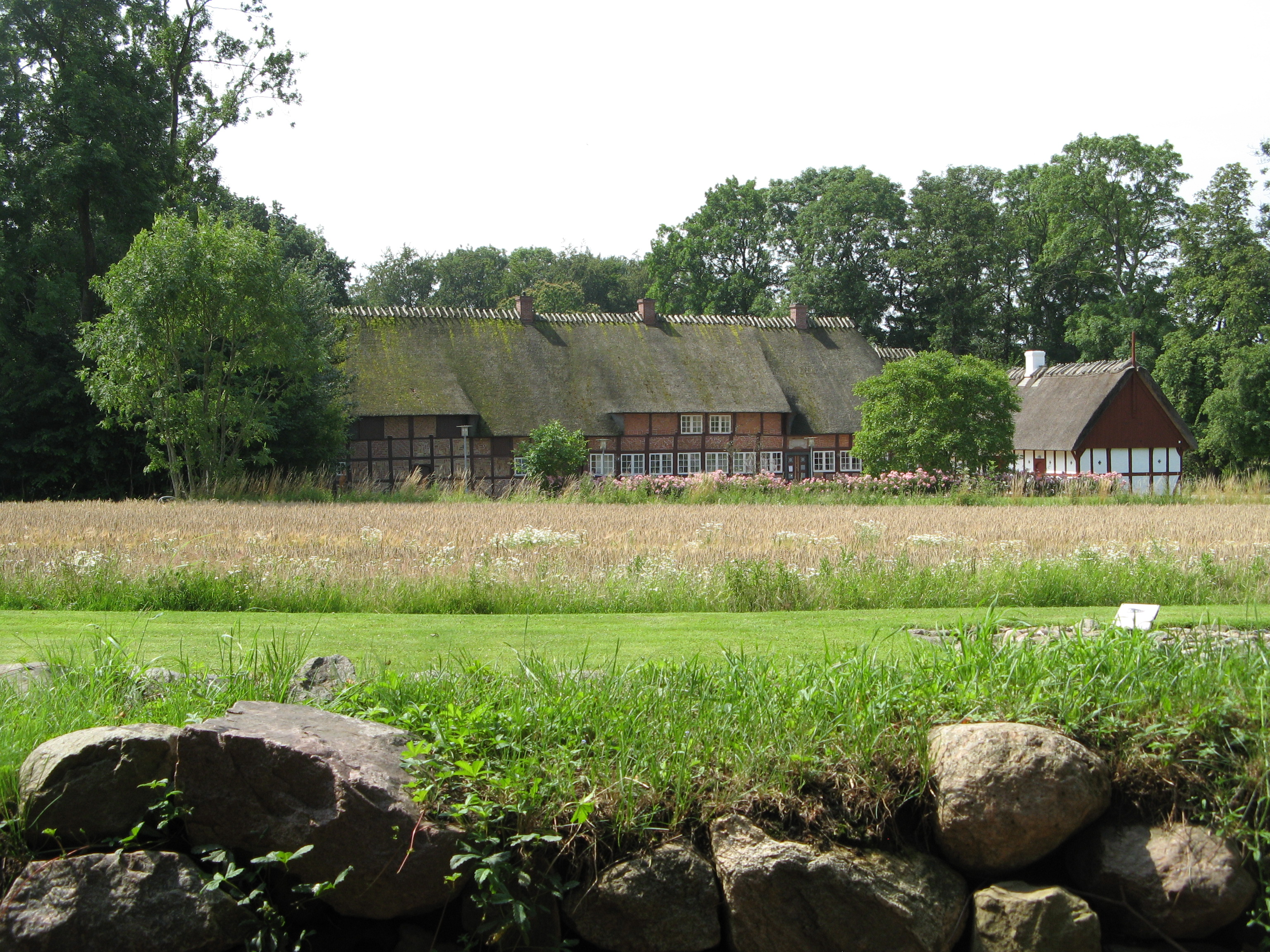
Der Pastorenhof von der Kirche aus gesehen, vorn im Bild die Kirchhofsmauer

## Königlicher Besuch

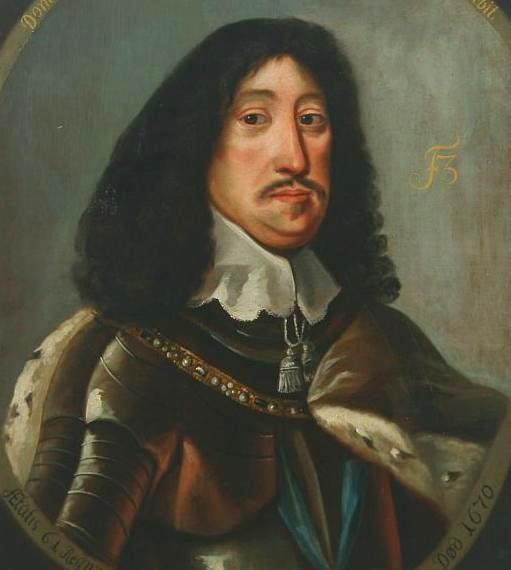
König Friedrich III. von Dänemark und Norwegen

Der dänische König Friedrich III. besuchte am 9. September 1669, ein halbes Jahr vor seinem Tod, die Notmarker Kirche. Nach einem Bericht aus dem Jahr 1755 ließ er sich dabei den Abendmahlskelch und die Schale zeigen, „die in der Kriegszeit von den Alliierten geraubt worden waren“. Mit dem Abendmahlskelch dürfte ein 1655 im Auftrag von Pastor Jørgen Cruckow angefertigter silberner Kelch gemeint sein; offenbar wurde das Altarsilber im Zweiten Nordischen Krieg 1657–1660 von den eigentlich mit Dänemark verbündeten brandenburgisch-polnischen Truppen geraubt, aber wiedererlangt. Außerdem ließ sich der König das „Mordmesser“ des Alsener Räuberhauptmanns Hans Tater zeigen, der mit seiner Bande 1634 gefangen und hingerichtet worden war. Das Messer ist heute verloren, wurde aber damals anscheinend in der Notmarker Kirche aufbewahrt. Da Friedrich III. ein großer Büchersammler war, schenkte man ihm bei seinem Kirchenbesuch eine liturgische Pergamenthandschrift, das sogenannte „Notmarkmanual“ aus dem 15. Jahrhundert, das heute noch in der Königlichen Bibliothek aufbewahrt wird, und eine 200 Jahre alte deutsche Ausgabe von König Waldemars Gesetzbuch.

## Sagen
Nach einer regional verbreiteten Wandersage (ähnlich z. B. bei der Kirche von Sottrup) soll man zuerst in Katry mit dem Bau einer Kirche begonnen haben. Doch was man dort am Tag errichtet hatte, wurde bei Nacht nach Notmark geschafft, so dass man schließlich übereinkam, die Kirche hier zu Ende zu bauen. Nach einer anderen Sagen-Version sollte die Kirche zuerst auf einem Feld nördlich Notmark Richtung Østerholm stehen, das den Namen „Thorling“ trug. Hier hatte sich nämlich einmal eine Opferstätte für den germanischen Gott Thor befunden. Doch alles tagsüber Erbaute wurde nachts nach Notmark gebracht, und dies verstand man als göttlichen Wink, dass an der Stelle der heidnischen Kultstätte kein christliches Gotteshaus stehen sollte.
Eine weitere Sage berichtet, wie die Kirche von Notmark zu ihrer ersten Glocke kam. Danach soll der Lehnsmann Thomas Sture einmal in ernsten Geldsorgen gewesen sein. Doch als er durch den Wald ritt, traf er an einem Bach auf eine verführerische Meerjungfrau, die ihm sagte: „Ich weiß, was dir fehlt. Ich gebe dir Gold und Silber, wenn du mir deine Liebe gibst.“ So geschah es, und immer, wenn Sture den Gesang der Meerjungfrau hörte, musste er in den Wald kommen und ihr zu Diensten sein. Als er älter wurde, reute ihn diese Verpflichtung, und so ging er zum Pfarrer von Notmark und bat um Befreiung von seiner Drangsal. Der Pastor riet ihm, der Kirche von Notmark eine Glocke zu schenken, denn zweifellos würde der Klang einer christlichen Glocke die Meerjungfrau vertreiben. Tatsächlich verschwand die Nixe, sobald der Klang der Glocke zum ersten Mal durch den Wald Nørreskov schallte, und zeigte sich nicht mehr.
Wie die Notmarker Kirche zu ihrem Abendmahlskelch kam, erzählt folgende Sage: In einem kleinen Tannenwald zwischen Notmark und Fynshav lebten Nissen (im dänischen Volksglauben eine Art Kobolde). Eines Abends ritt der Herzog von Sønderborg vorbei; da kamen die Nissen hervor und reichten ihm einen silbernen Kelch mit einem Trank. Der Herzog ahnte nichts Gutes und schüttete den Inhalt aus. Dabei spritzten einige Tropfen auf sein Pferd, und es sollte sich später zeigen, dass dessen Fell an diesen Stellen versengt war. Der Herzog galoppierte davon, immer noch den Kelch in seiner Hand, und wurde deshalb von den Nissen verfolgt. Als er zur Notmarker Kirche kam, warf er den Kelch über die Kirchhofsmauer. Hier konnten ihn die Nissen nicht zurückholen, denn sie durften keinen geweihten Boden betreten. Der silberne Becher soll danach lange Zeit als Abendmahlskelch benutzt worden sein.